# Neperigea seitzi
Neperigea seitzi är en fjärilsart som beskrevs av Barnes och Benjamin. Neperigea seitzi ingår i släktet Neperigea och familjen nattflyn. Inga underarter finns listade i Catalogue of Life.